# Kościół Zmartwychwstania Pańskiego w Bydgoszczy (Śródmieście)
Kościół Zmartwychwstania Pańskiego w Bydgoszczy – świątynia parafii polskokatolickiej Zmartwychwstania Pańskiego.

## Położenie
Kościół znajduje się przy ul. Jana i Jędrzeja Śniadeckich 36 w Śródmieściu Bydgoszczy.

## Historia
Budynek kościoła powstał w 1864 jako dom modlitwy dla Zjednoczenia Apostolskiego (irwingianów). Był to pierwszy obiekt sakralny zbudowany na terenie obecnego Śródmieścia, w 11 lat po wytyczeniu urbanistycznym nowej dzielnicy łączącej Stare Miasto z dworcem kolejowym. Nie jest znany autor projektu budowli.
W 1892 świątynia została  rozbudowana o kaplice boczne. Do 1945 służyła niemieckojęzycznej gminie wyznaniowej Kościoła Nowoapostolskiego.
W 1946 władze miejskie przydzieliły świątynię Kościołowi polskokatolickiemu, którego bydgoska parafia pw. Zmartwychwstania Pańskiego istniała od 1925, lecz nie posiadała wcześniej własnego obiektu sakralnego.
Począwszy od lat 50. XX w. prowadzono w budynku prace modernizacyjne. Wykonano m.in. elewację zewnętrzną kościoła, a w latach 1978-1979 przeprowadzono remont wnętrza.
Zbudowany został wówczas ołtarz posoborowy, położono nową posadzkę w prezbiterium, zakupiono nowe lichtarze, naczynia liturgiczne i szaty, położono ponadto nowy dach z blachy ocynkowanej, a plac przed kościołem wybetonowano. W 1982 przy kościele zbudowano nową plebanię, a w 2020 poddano rewitalizacji skwer przed kościołem.
Aktualnie kościół ten skupia w Bydgoszczy i okolicy ok. 300 rodzin parafian.

## Architektura[2]
Zewnętrzna forma kościoła prezentuje formy historyzujące z przewagą neogotyku.
Kościół zorientowany jest w kierunku północnym i fasadą od strony ulicy Jana i Jędrzeja Śniadeckich.
Czteroprzęsłowa budowla zamknięta jest od północy trójbocznie ograniczonym prezbiterium. Salowe wnętrze z chórem muzycznym nakryte jest płaskim, drewnianym stropem. O średniowiecznej stylizacji kościoła świadczy oskarpowanie uskokowymi przyporami, ostrołukowe okna i wejście do kruchty, pinakle oraz krzyżowo-żebrowe sklepienie prezbiterium. Obok typowych dla gotyku form występują również architektoniczne formy włoskie: frontowe rozetowe okno oraz fryz trójlistny biegnący pod gzymsem szczytu fasady.
We wnętrzu na uwagę zasługuje forma łuku tęczowego – typu Tudora. Zewnętrzna dekoracja architektoniczna jest wyważona i niewyszukana.

## Galeria

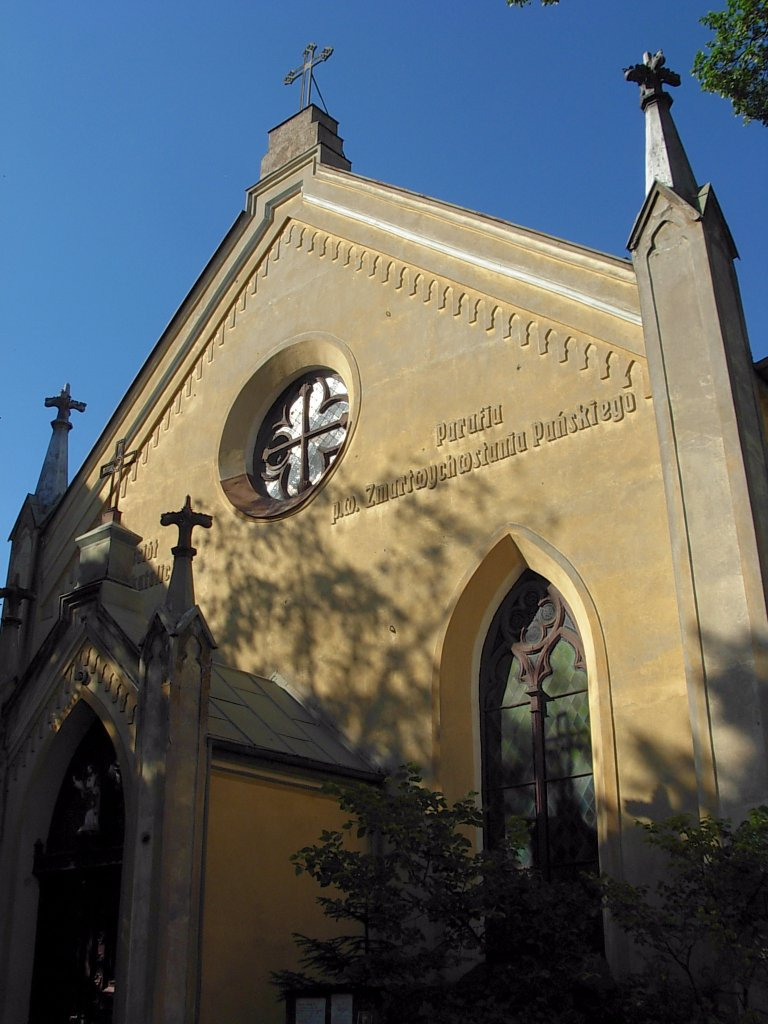
Fasada południowa
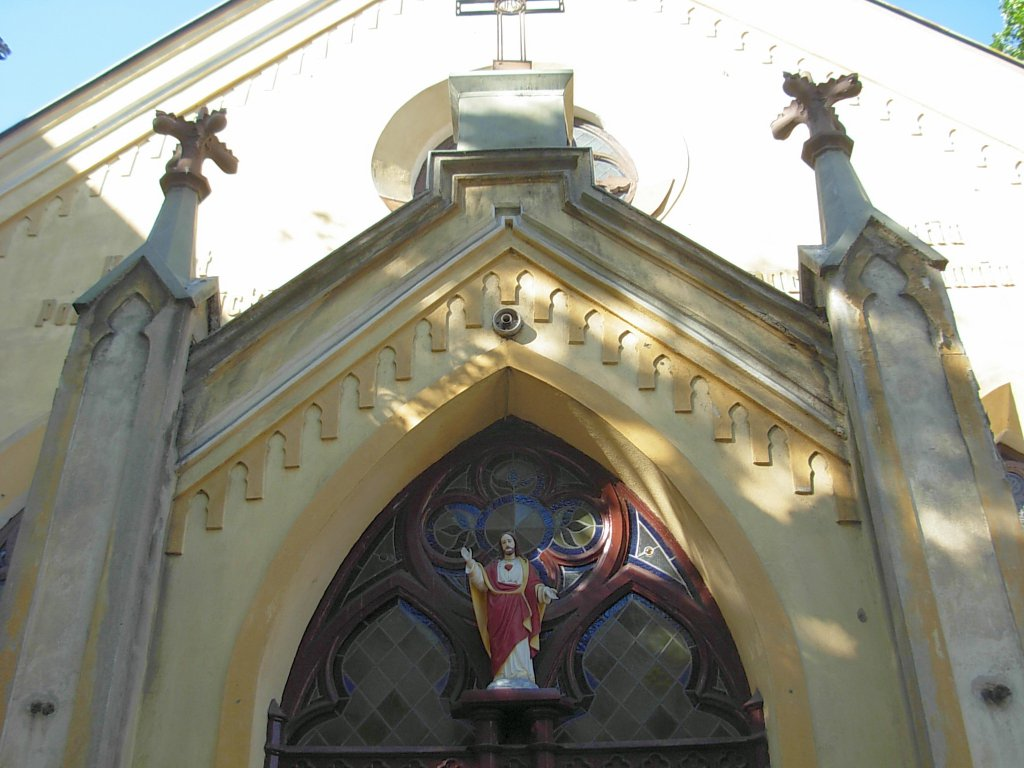
Portal z figurą Chrystusa